# 1539
Évszázadok: 15. század – 16. század – 17. század
Évtizedek: 1480-as évek – 1490-es évek – 1500-as évek – 1510-es évek – 1520-as évek – 1530-as évek – 1540-es évek – 1550-es évek – 1560-as évek – 1570-es évek – 1580-as évek
Évek: 1534 – 1535 – 1536 – 1537 –  1538 – 1539 – 1540 – 1541 – 1542 – 1543 – 1544

## Események

### Határozott dátumú események
- február 23. – Szapolyai János házasságot köt Jagelló Izabellával.
- március 2. – Izabella megkoronázása Székesfehérváron.[1] (Utoljára koronáznak királynét a székesfehérvári prépostsági templomban.)[2]

### Határozatlan dátumú események
- Izland államvallása az evangélikus kereszténység lesz.
- Franciaországban I. Ferenc hivatalossá nyilvánítja a francia nyelvet. (Villers-Cotterêts-i rendelet - L’Édit de Villers-Cotteret)

## Halálozások
- július 25. – Laurentio de Campeggio, olasz bíboros és diplomata, a pápa egyik magyarországi követe (* 1471 és 1474 között)
- október 27. – Johann von Katzianer, I. Ferdinánd egykori szlovén származású parancsnoka (* 1491)
- november 7. – Brodarics István váci püspök, II. Lajos király kancellárja, a mohácsi csata történetének krónikása (* 1490 körül)